# Wilhelm Lignitz
Johann August Wilhelm Lignitz (* 3. März 1793 in Aschersleben; † 23. September 1881 in Görlitz) war ein preußischer Generalmajor.

## Leben

### Herkunft
Er war der Sohn des Oberamtmanns in Aschersleben Andreas Lignitz und dessen Ehefrau Charlotte, geborene Brahtz.

### Militärkarriere
Lignitz besuchte zunächst das Gymnasium in Stettin und trat im Februar 1813 kurz vor dem Beginn der Befreiungskriege als Freiwilliger Jäger in das Regiment Garde der Preußischen Armee ein. In der Schlacht bei Großgörschen wurde er verwundet. Anschließend kämpfte Lignitz bei Bautzen und avancierte am 3. Juni 1813 zum Sekondeleutnant im 1. Westpreußischen Grenadierbataillon. Mit diesem Verband nahm er an den Schlachten bei Laon und Paris teil. Mit seiner Beförderung zum Premierleutnant kam Lignitz am 14. Juni 1815 in das 13. Schlesische Landwehr-Infanterieregiment. Von dort wurde er am 15. Mai 1816 dem 2. Schlesischen Infanterie-Regiment Nr. 11 aggregiert und am 5. September 1816 einrangiert. Hier stieg Lignitz am 14. September 1829 zum Kapitän und Kompaniechef auf. Daran schloss sich ab 30. März 1836 eine Verwendung im 20. Infanterie-Regiment in Torgau sowie am 30. März 1838 seine Beförderung zum Major an. Kurzzeitig war Lignitz als Kommandeur zum 3. kombinierten Reservebataillon kommandiert, bevor er 1841 in den Regimentsstab versetzt wurde. Von Mitte September 1843 bis Mitte März 1845 fungierte er als Direktor der Divisionsschule der 7. Division und wurde anschließend Kommandeur des II. Bataillons im 20. Landwehr-Regiment in Treuenbrietzen. In dieser Eigenschaft am 10. Mai 1848 zum Oberstleutnant befördert, war Lignitz kurzzeitig von Februar bis September 1849 im 23. Infanterie-Regiment tätig. Am 25. September 1849 wurde er zum Kommandeur des 37. Infanterie-Regiments (5. Reserve-Regiment) ernannt und am 18. Januar 1851 zum Oberst befördert. Unter Verleihung des Charakters als Generalmajor erhielt Lignitz am 8. Juni 1854 seinen Abschied mit Pension. Am 18. April 1857 wurde er schließlich mit der gesetzlichen Pension zur Disposition gestellt.
Anlässlich der Krönung von König Wilhelm I. erhielt Lignitz am 18. Oktober 1861 den Roten Adlerorden III. mit Schleife.

### Familie
Lignitz hatte sich am 16. September 1838 in Torgau mit Luise Wilhelmine Cäcilie Klugmann (1821–1842) verheiratet. Sie war die Tochter des preußischen Majors der Artillerie Ernst Klugmann. Nach dem frühen Tod seiner ersten Ehefrau heiratete Lignitz am 4. November 1845 in Treuenbrietzen Charlotte Johanna Auguste Redlich (1831–1906). Aus den Ehen gingen zwei Söhne und eine Tochter hervor, darunter der spätere preußische General der Infanterie Viktor von Lignitz (1841–1913).